# 里木店站
里木店站是位于黑龙江省肇东市四方镇的一个铁路车站，邮政编码151131。车站建于1900年，有滨洲铁路经过该站，现办理客运货运业务，车站及其上下行区间均已电气化。车站距离哈尔滨站42公里，隶属哈尔滨铁路局，是四等站。
1. ↑  Мелихов Г.В.  (PDF). Русский путь. 2003  [2022-06-24]. （原始内容 (PDF)存档于2022-04-03）.